# Xavier Canca-Englund
Xavier Canca-Englund är en svensk skådespelare.
Canca-Englund slog igenom som skådespelare när han hade en av huvudrollerna i 2022 års julkalender på SVT där han spelade kronprinsen i Kronprinsen som försvann. Detta är en roll han åter spelade i filmen Kronprinsen och tyrannens återkomst som hade biopremiär i februari 2025.

## Filmografi (i urval)
- 2022 – Kronprinsen som försvann (TV-serie)
- 2025 – Kronprinsen och tyrannens återkomst